# Góraszka
Góraszka (prononciation : [ɡuˈraʂka]) est un village polonais de la gmina de Wiązowna dans le powiat d'Otwock de la voïvodie de Mazovie dans le centre-est de la Pologne.
Il se situe à environ 3 kilomètres au nord-ouest de Wiązowna (siège de la gmina), 8 kilomètres au nord d'Otwock (siège du powiat) et à 20 kilomètres à l'est de Varsovie (capitale de la Pologne).

## Histoire
De 1975 à 1998, le village appartenait administrativement à la voïvodie de Varsovie.